# Muni Ki Reti
Muni Ki Reti (hindi : मुनि की रेती) est une petite ville indienne de l'Uttarakhand située dans le district de Tehri Garhwal. Elle a rang de nagar panchayat. Située au bord du Gange, 3 km au nord de la ville de pèlerinage de Rishikesh, elle est surtout connue pour ses nombreux ashrams, notamment celui fondé par Swami Shivananda en 1936.

## Étymologie
Traditionnellement, les bancs de sable (reti) du Gange étaient utilisés par les munis (sages) et les sadhus pour leurs tapasya (austérité), donnant à cet endroit son nom de Muni ki Reti, littéralement « le sable des sages ».

## Histoire
La ville est traditionnellement considérée comme le seuil du pèlerinage du Char Dham (en), avec, autour de Kedarnath, les sites de Badrinath, Gangotri et Yamunotri. C'est aussi à cet endroit que le roi Bharata a fait pénitence, selon le Ramayana.
Le Kailash Ashram, fondé ici en 1880 par Dhanraj Giri (en), est un des premiers grands ashrams de Rishikesh ; avant cette date, Muni Ki Reti était surtout une halte pour les pèlerins en route pour les temples du pèlerinage du Char Dham (en),.
Swami Atmananda y a ensuite fondé le Swargashram en 1908, Swami Sivananda le Sivananda Ashram en 1936, puis bien d'autres y sont apparus et Muni Ki Reti est devenu une destination populaire pour les adeptes du yoga et de la méditation de toute l'Inde, ainsi que pour les étudiants du védas. Elle a obtenu le statut de nagar panchayat le 30 novembre 1949,. Au fil des années, d'autres ashrams ont continué d'être créés dans les environs, comme le Gita Bhawan, le Parmarth Niketan (en) de Swami Chidanand Saraswati (en) et le Vanprastha Ashram, tous situés sur la rive opposée du Gange.
En février 1968, les Beatles sont venus approfondir leur expérience de la méditation transcendantale à l'ashram de Maharishi Mahesh Yogi (aujourd'hui rouvert au public en tant que musée national orienté vers l'éco-tourisme et à court terme l'enseignement de la méditation et du yoga). John Lennon y a même enregistré une chanson, The Happy Rishikesh Song. Les Beatles ont composé près de 48 chansons durant leur séjour à l'ashram, dont beaucoup apparaissent dans l'album blanc. D'autres artistes comme Mike Love des Beach Boys, Donovan et le musicien et sculpteur Gyp Mills (en) y sont également venus méditer.
Pendant des années, le seul moyen de travers le Gange était en bateau, mais en 1986 une passerelle de 140 m de long a été construite, le Ram Jhula (en), dédié à Râma et semblable au Lakshman Jhula (en) de Rishikesh (dédié à Lakshmana).

## Démographie
Au recensement indien de 2001, Muni Ki Reti avait une population de 7 879 personnes. Les hommes étaient 63% et les femmes 37%. Le taux d'alphabétisation était de 73%, supérieur à la moyenne nationale de 59,5%. Celui des hommes était de 79% et celui des femmes de 63%. 13% de la population était constitué d'enfants de moins de 6 ans.

## Photos

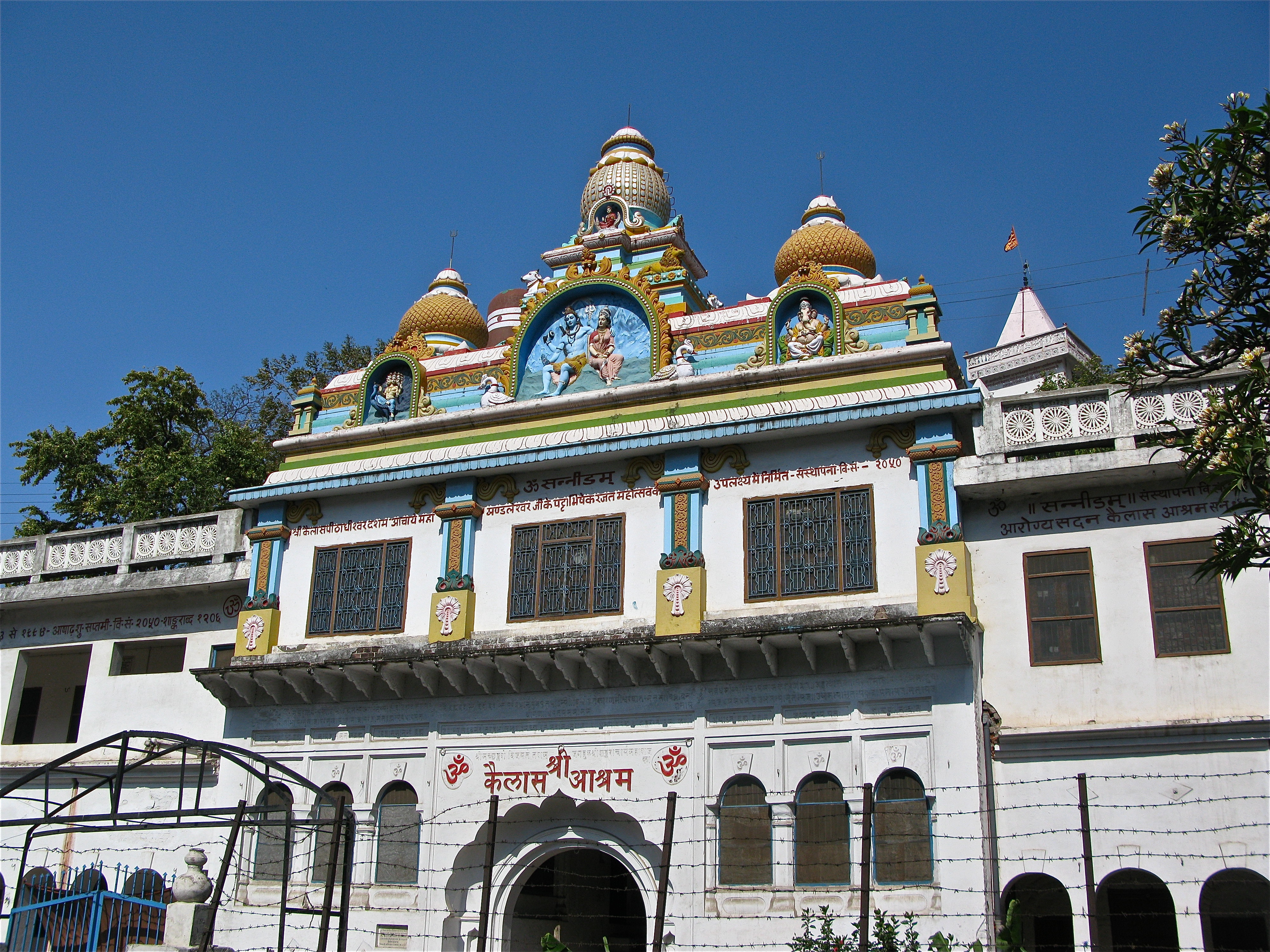
Façade du Kailash Ashram, fondé en 1880.
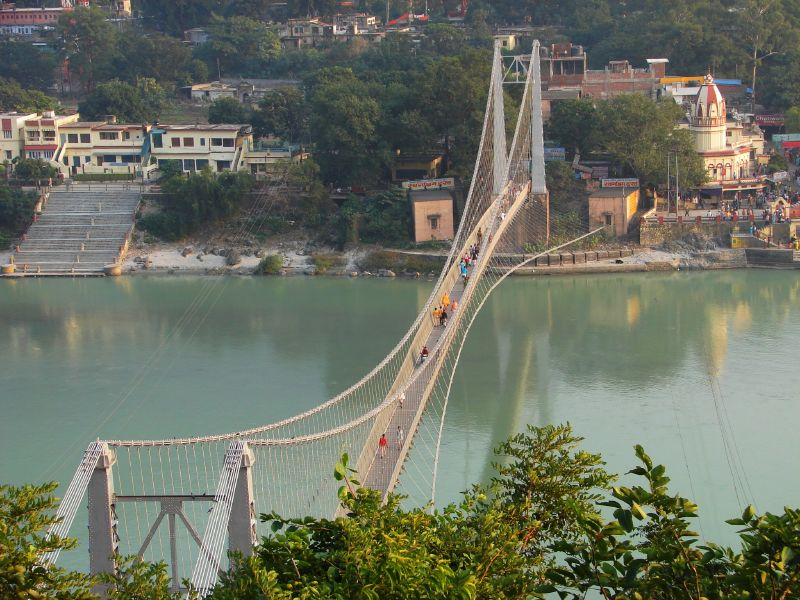
Le Ram Jhula (en), passerelle au-dessus du Gange.
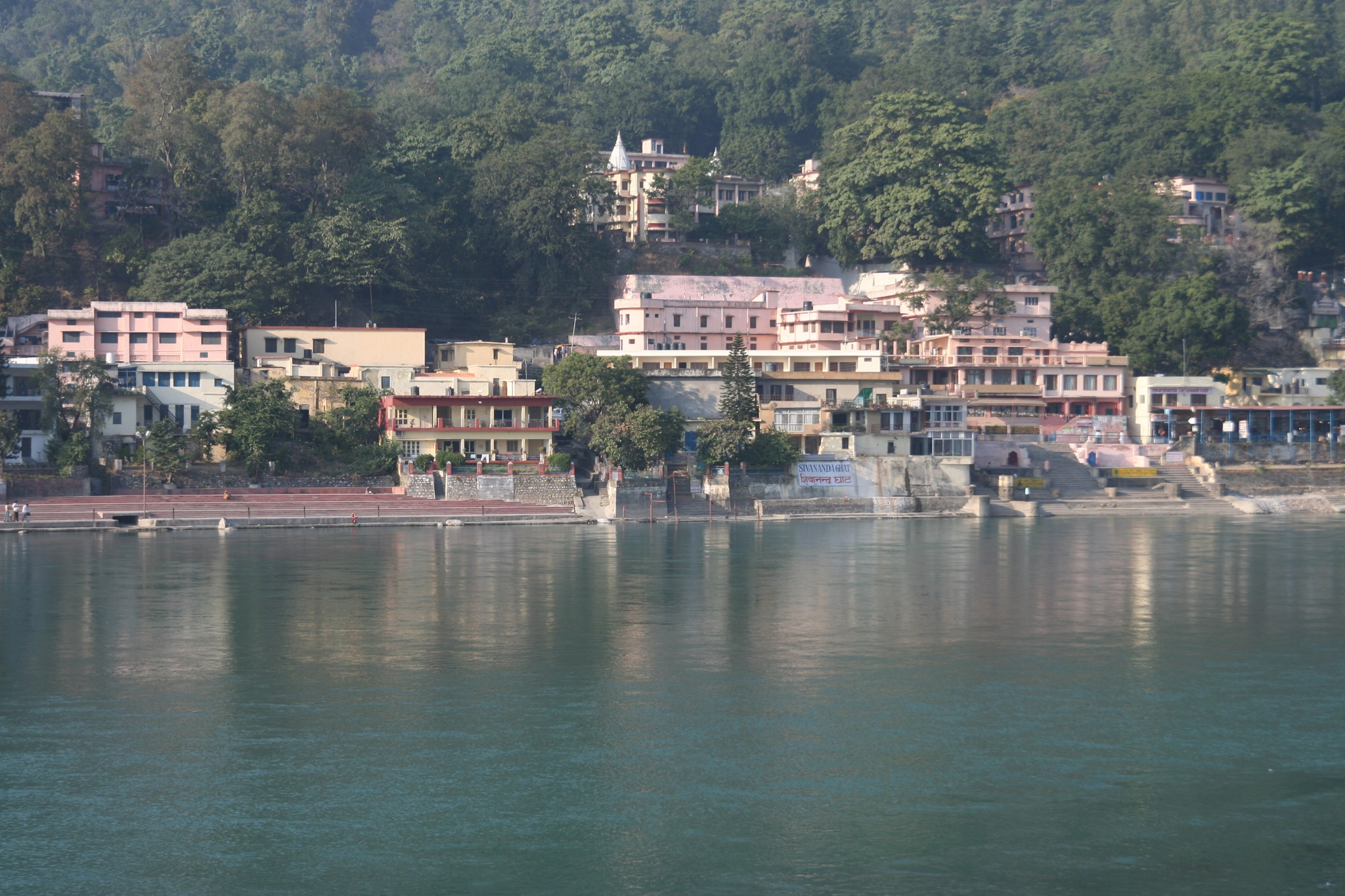
Les ghats de Shivananda (Shivananda Kutir), avec son ashram au-dessus.
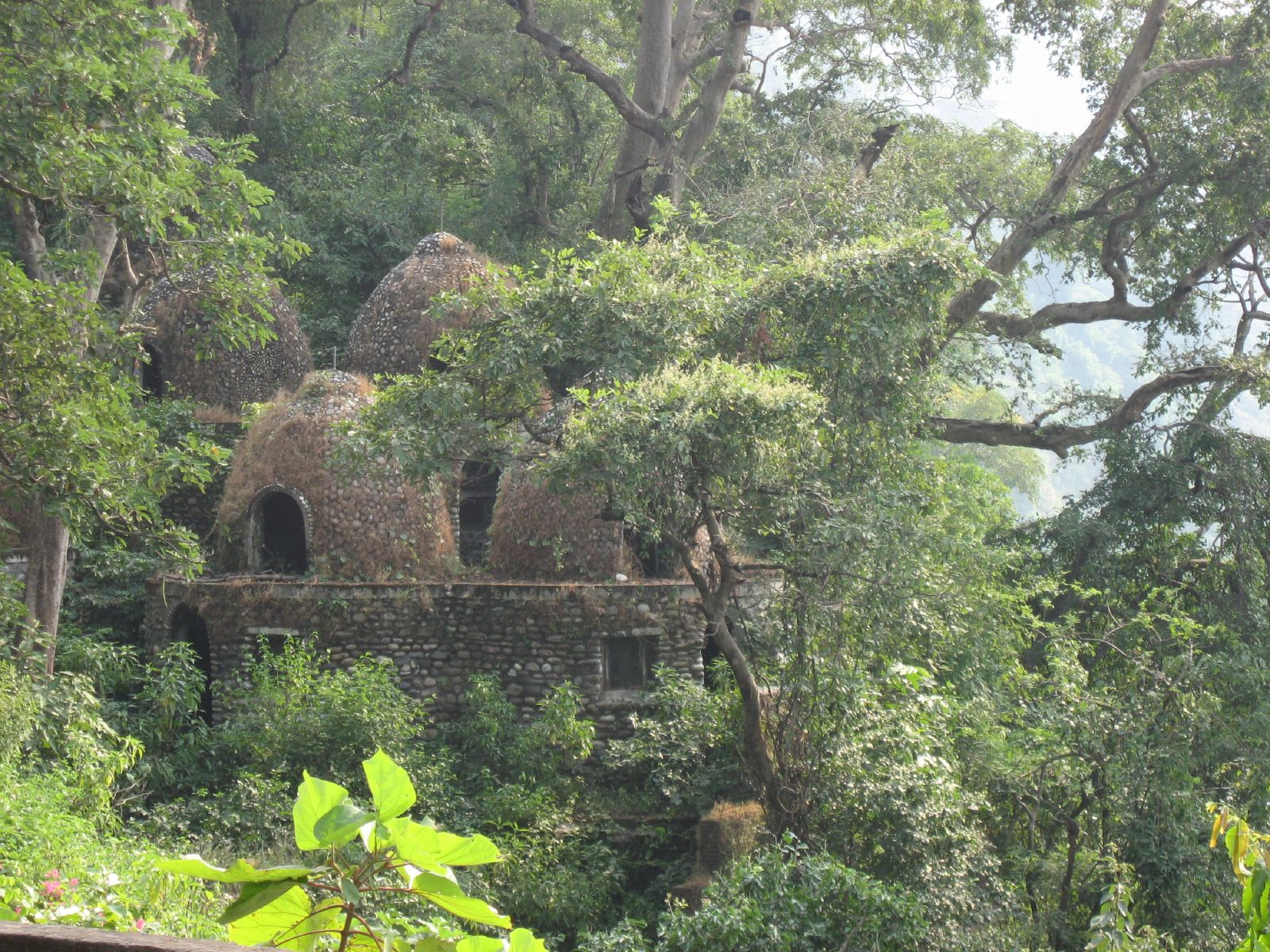
Chambres de méditation dans l'ancien ashram de Maharishi Mahesh Yogi, aujourd'hui dédié au souvenir du séjour des Beatles, à l'éco-tourisme, la méditation et au yoga[9].
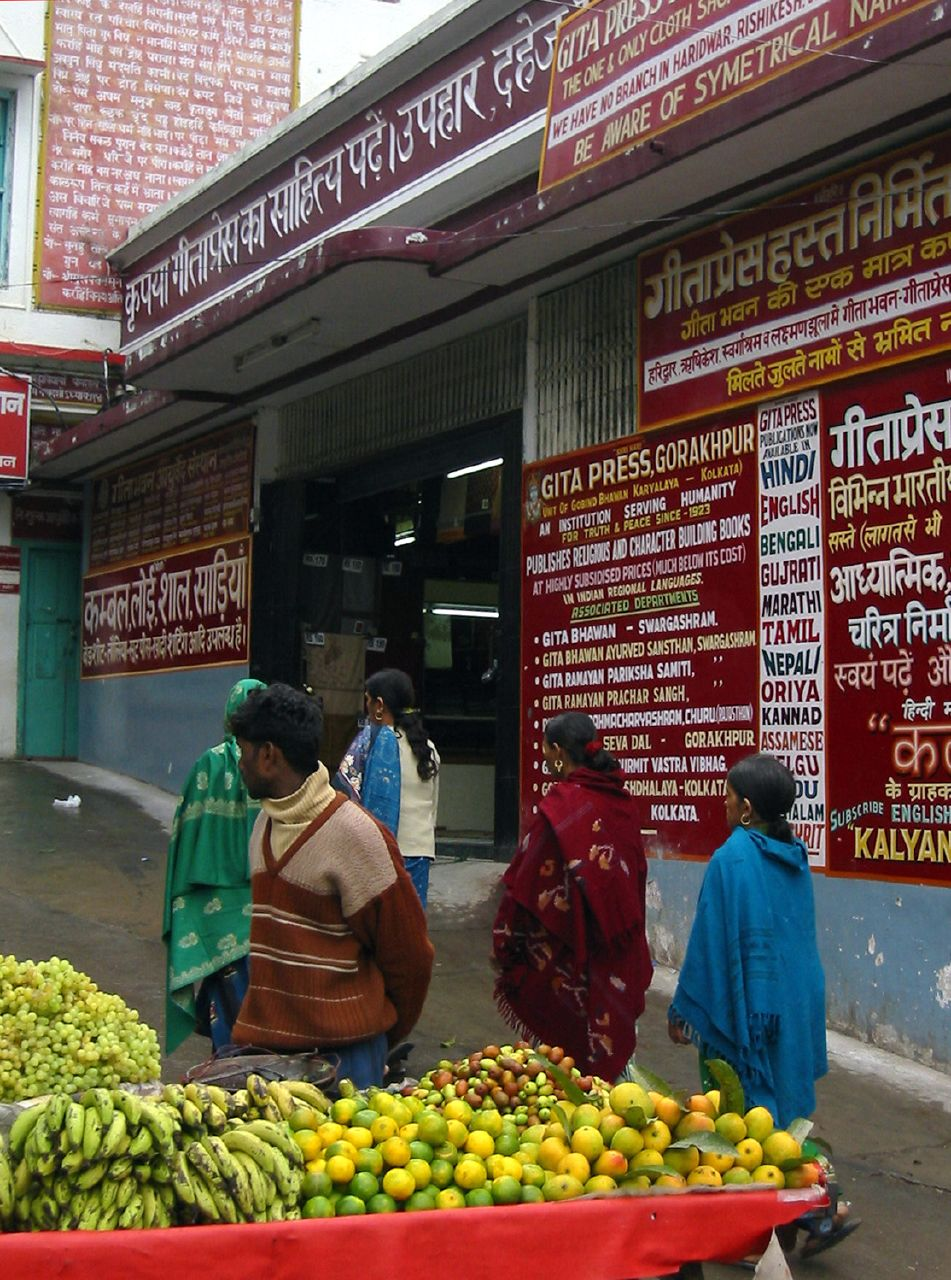
Boutique de Gita Press (en) (un éditeur hindouiste) à Muni Ki Reti.